# SEO Economisch Onderzoek
SEO Economisch Onderzoek is een wetenschappelijk onderzoeksinstituut dat economisch onderzoek verricht in opdracht van bijvoorbeeld ministeries, (internationale) bedrijven en de Europese Commissie. SEO werd opgericht in 1949 vanuit de economische faculteit van de Universiteit van Amsterdam. SEO Economisch Onderzoek is onafhankelijk, maar wel gelieerd aan de universiteit. Tot 2005 luidde de naam van het onderzoeksinstituut 'Stichting voor Economisch Onderzoek der Universiteit van Amsterdam'.

## Lijst van directeuren
| Periode      | Naam              |
| ------------ | ----------------- |
| 1950 - 1965  | J.F. Haccoû       |
| 1966 - 1975  | Joop Klant        |
| 1975 - 1977  | Jan Lambooy       |
| 1979 - 1985  | Wim Driehuis      |
| 1985 - 1992  | Mars Cramer       |
| 1992 - 2000  | Bernard van Praag |
| 2000 - 2004  | Hugo Keuzenkamp   |
| 2004 - 2006  | Coen Teulings     |
| 2006 - 2009  | Jules Theeuwes    |
| 2009 - 2016  | Barbara Baarsma   |
| 2016 - heden | Bas ter Weel      |